# Soufflage du verre
Pour les articles homonymes, voir Soufflage.

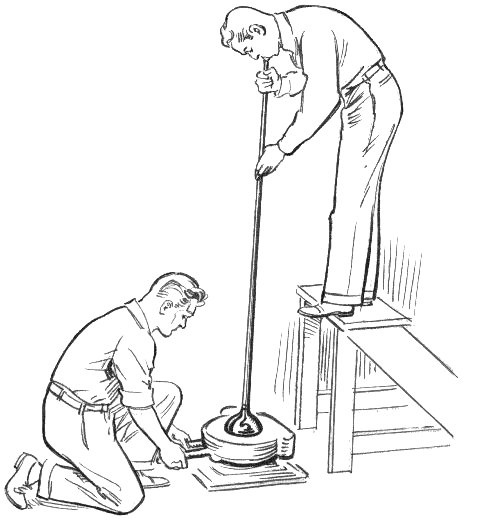
Soufflage avec moule.

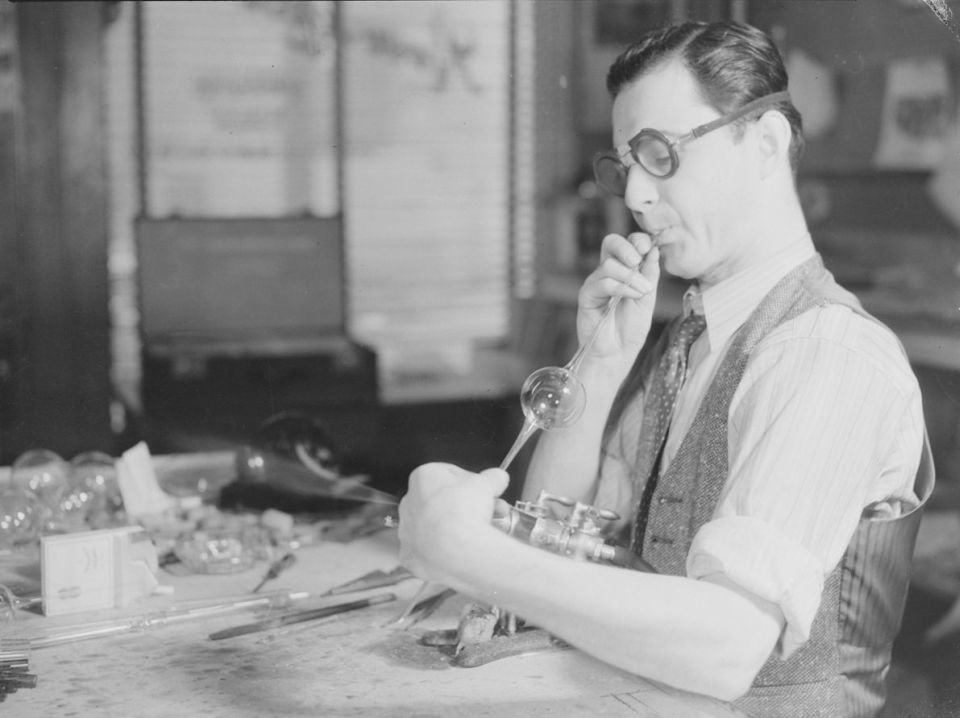
Le souffleur de verre Romeo Lefebvre dans son atelier de Montréal en 1942.

Le soufflage du verre est une technique de façonnage et de décoration du verre à chaud et à froid pour produire des objets en verre creux, du verre bombé, ou du verre plat.
La technique a été inventée au Proche-Orient au Ier siècle av. J.-C.. Elle permet de produire des formes  creuses, en insufflant de l'air à l'aide d'une canne de verrier, dans un manchon de verre ramolli à haute température. Les anciennes techniques de miroiterie y recouraient également. Elles permettaient d'obtenir des vitres et des glaces à partir du manchon dilaté par l'air insufflé. Le travail s'effectuait à chaud : les deux extrémités bombées du manchon étaient d'abord découpées et enlevées, puis le cylindre de verre creux ainsi obtenu était découpé dans le sens de sa longueur et ensuite déroulé à chaud.

## Mise en œuvre

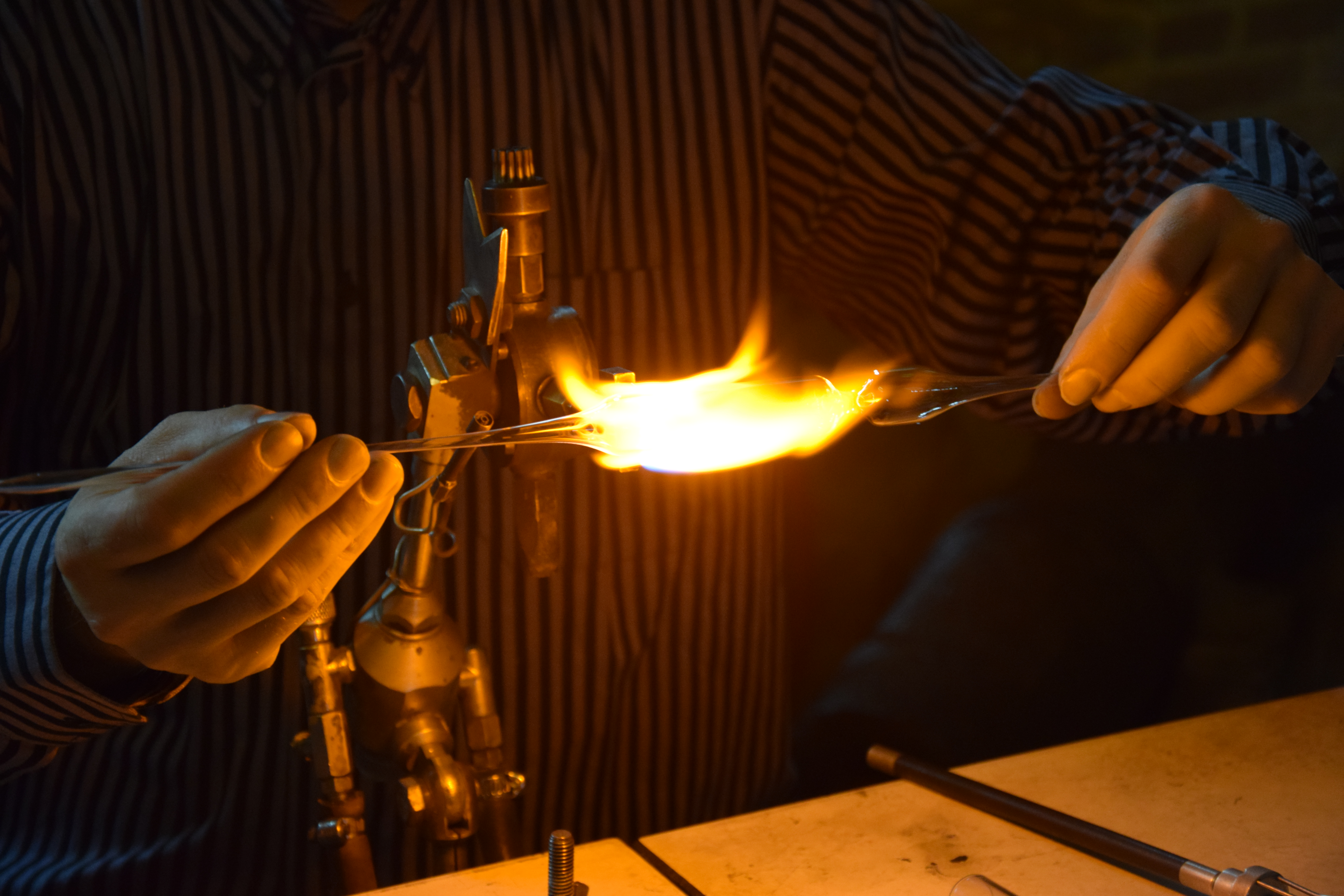
Un souffleur de verre au chalumeau.

Avec sa canne (autrefois une fêle), le souffleur commence par « cueiller », dans le four à pot ou creuset, ou bien dans le four à bassin, une masse de verre en fusion.
Il en régularise la masse au marbre tout en effectuant une rotation continue de sa canne(surface plate souvent en marbre). Le résultat s'appelle la paraison. D'un souffle bref (pour éviter le reflux d'air chaud) et en bouchant aussitôt l'orifice de son doigt, il fait naître une bulle due à la dilatation de l'air au contact du verre chaud.
Ensuite il a recours à la technique du souffle continu pour atteindre le volume souhaité.
Les autres opérations de verre soufflé sont éventuellement effectuées à la « place » par le « chef de place » assis, soit :
- le centrifugeage horizontal au banc pour élargir la pièce ;
- la régularisation de la surface à l'aide d'une mailloche (cuiller en bois mouillé)[réf. nécessaire] voire d'une mouillette[4] (simple papier journal plié et trempé dans l'eau).

Et d'autres par le « gamin », à savoir :
- le centrifugeage vertical pour l'allonger en effectuant des moulinets avec la canne ;
- le réchauffage à la gueule du four pour améliorer la malléabilité.

La pièce est alors soudée à l'autre extrémité à un pontil et séparée de la canne par le refroidissement du contour du col à l'aide d'un instrument mouillé suivi d'un léger choc.
Après réchauffement, le col peut ensuite être allongé ou évasé tandis que d'autres éléments, tels qu'une anse, peuvent être soudés.
Après séparation du pontil, la pièce est déposée dans l'arche à temporiser où on procède à la recuite, c'est-à-dire au refroidissement très lent (plusieurs heures) de la pièce afin d'éviter tout choc thermique qui la fragiliserait. S'il s'agit d'un verre à boire, il faudra tailler la partie supérieure de l'objet qui, en sortant de la halle, n'est qu'une grosse boule.

### Verres décorés

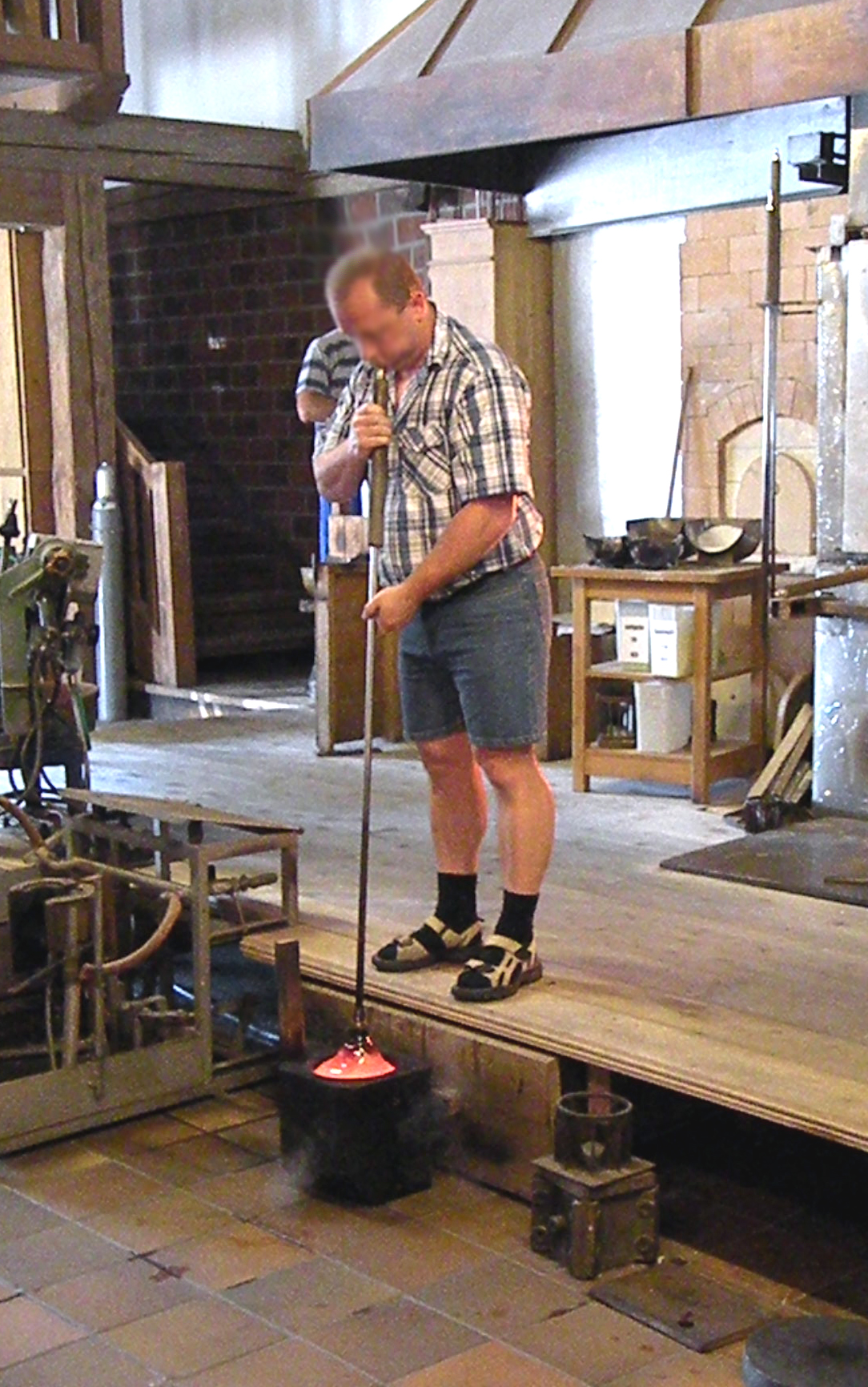
Artisan souffleur.

Avec sa canne, le souffleur de verre va « cueiller » une boule de verre en fusion sur laquelle il applique la couleur en la roulant dans des poudres, grains et plaques de verre coloré avec des oxydes métalliques (bleu : cobalt ou cuivre ; vert : fer ; rouge : or).
Il crée ensuite le décor et les motifs en mélangeant les teintes et en tirant des fils avec une petite pince, appelée pincette.
La paraison est ensuite arrondie à l'aide d'une mouillette ou d'une mailloche avant d'être soufflée. À ce stade, il introduit de l'air dans la canne, en bouche l'extrémité pour emprisonner cet air qui avec la chaleur se dilate et gonfle le verre (cueiller le verre + le colorer + le maillocher + le souffler = réaliser une poste).
Ensuite, il va recouvrir la poste d'une seconde couche de verre qui va permettre d'enfermer la couleur entre deux couches transparentes. C'est à partir de cette deuxième qu'il commence réellement la pièce, avec sa forme propre.
Différents outils sont nécessaires pour travailler cette forme :
- la mouillette : papier journal plié et humidifié qui permet grâce à sa souplesse et à une isolation relative d'utiliser la main pour façonner le verre ;
- les fers : ils permettent d'affiner la matière à différents endroits, d'étirer les cols…

Une fois la forme générale donnée, il colle le pontil (canne sur laquelle on a cueillé un morceau de verre chaud) tendu par le jeune verrier au fond de la pièce.
Il peut alors séparer cette dernière de la canne en créant un choc thermique avec de l'eau.
Après l'avoir réchauffée, le verrier peut alors retravailler la partie haute de la pièce en l'ouvrant à l'aide des fers, et en la rognant (coupant) avec les ciseaux.
Lorsque la pièce est terminée, il détache le pontil, puis enfourne la pièce dans l'arche de recuisson où elle va être réchauffée uniformément afin d'être libérée des tensions internes créées pendant le travail.
La pièce restera ensuite une quinzaine d'heures dans l'arche éteinte, jusqu'à son total refroidissement.

## Utilisation en vitrerie et miroiterie

### Soufflage en manchon
Un manchon obtenu par soufflage était déroulé pour obtenir une feuille de verre.

## Le soufflage dans le monde

### En Suisse
Valérie de Roquemaurel, née le 8 septembre 1982, est une souffleuse de verre et artiste verrier. Originaire de Toulouse en France, elle habite aujourd'hui à Pomy, dans le Canton de Vaud en Suisse. Elle est la seule souffleuse de verre, parmi la dizaine de souffleurs en Suisse.

### En Syrie
Le soufflage du verre traditionnel syrien est inscrit sur la liste du patrimoine immatériel nécessitant une sauvegarde urgente par l'UNESCO en décembre 2023.

## Galerie

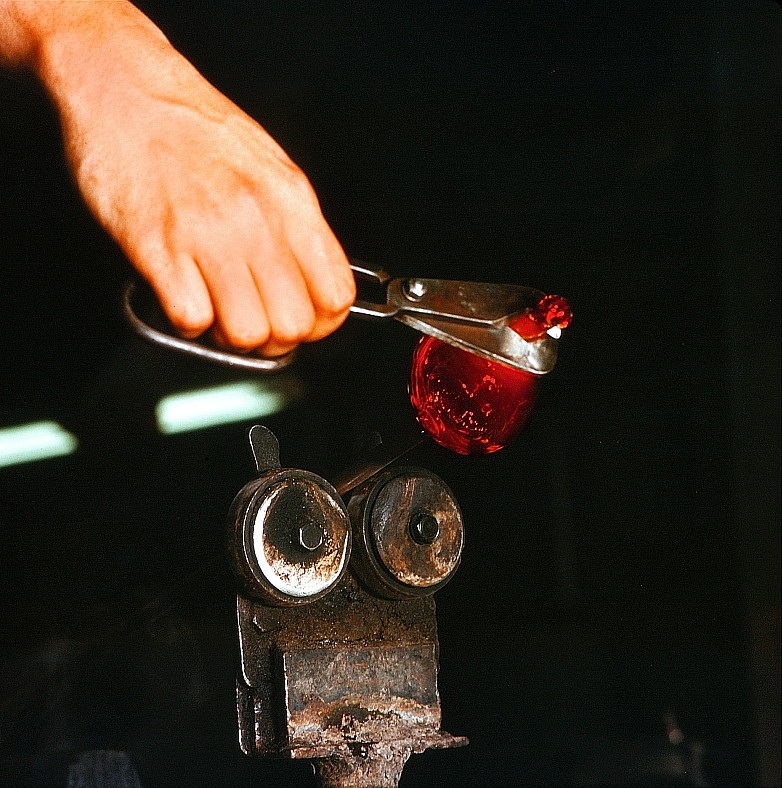
Ciseaux à couper le verre.
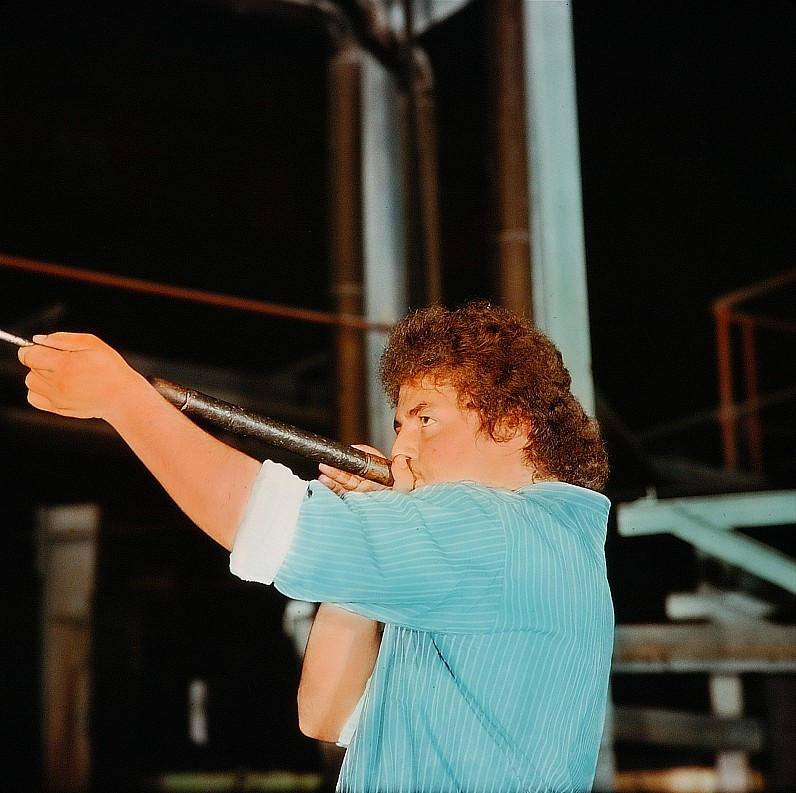
Une des positions du souffleur de verre.
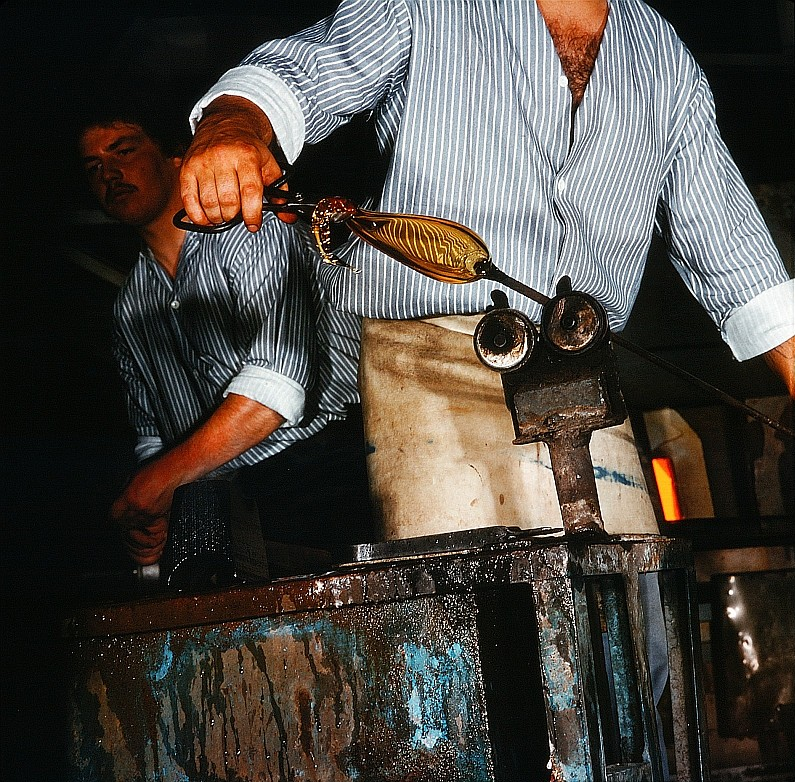
Création d'une forme.
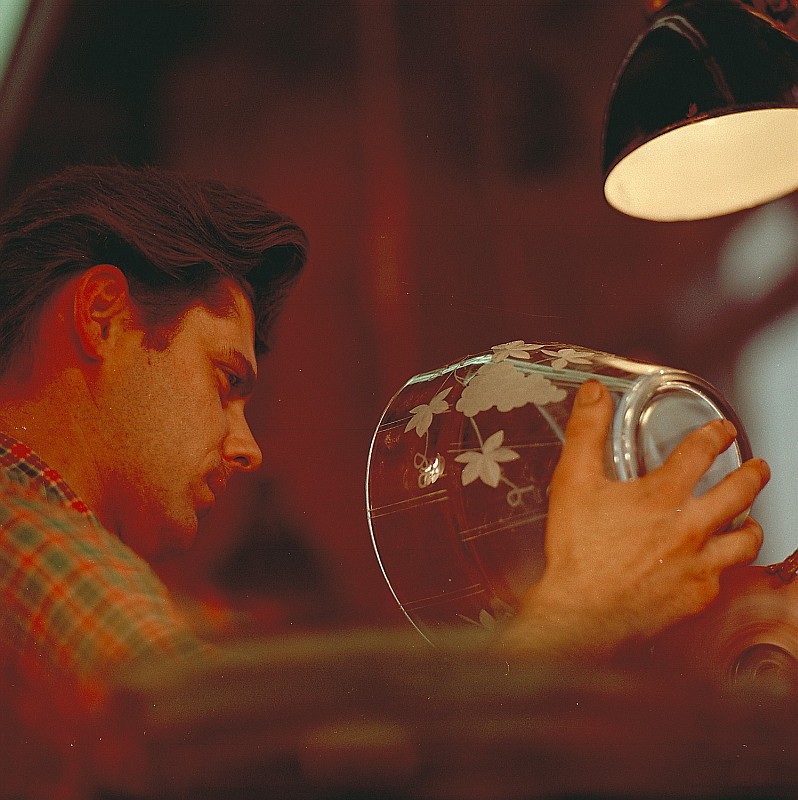
Finition et gravure à la meule.
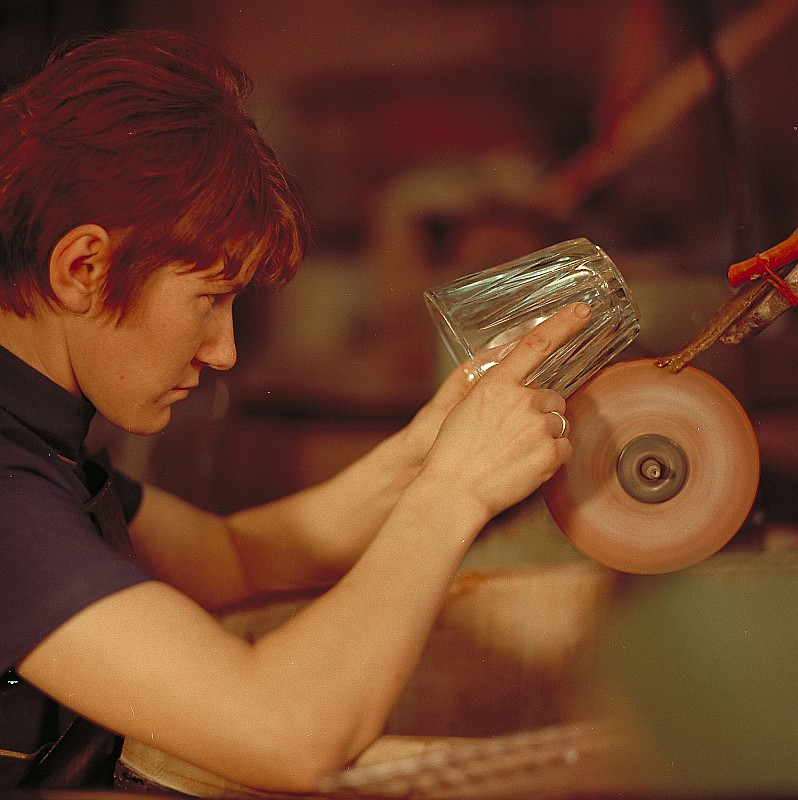
Finition à la meule.
- Fabrication d'un vase par Luigi Dei Rossi.

## Le métier dans la fiction
- 1956 : Vetrino, bonhomme de verre livre pour enfants de Michel Breitman[10].
- 1976 : Cœur de verre (Herz aus Glas), film de Werner Herzog
- 2016 : La Souffleuse de verre, téléfilm de Christiane Balthasar[11].